# Niels Daan
Niels Daan (Mook en Middelaar, 21 april 1942) is een Nederlands visserij-bioloog.

## Loopbaan
Daan werd geboren in de gemeente Mook en Middelaar in een intellectueel milieu, met als ouders de arts Albert Daan (1900-1988) en drs. Maria Johanna (Tietske) Stiemens (1906-1993). Hij studeerde tot 1967 biologie in Amsterdam (UVA). Aansluitend werd hij in 1967 aangesteld bij het Rijks Instituut voor Visserij Onderzoek (Rivo). Hij promoveerde in 1975 aan de Universiteit van Amsterdam op het proefschrift Oecologische gevolgen van de visserij op Noordzee-kabeljauw: een drietal studies over de voedselopname, groei en reproduktie van de kabeljauw en een geïntegreerde modelstudie van het effekt van visserij op oecologische populatiegrootheden. 
In 1981 werd hij benoemd tot buitengewoon, in 1986 tot gewoon hoogleraar Toegepaste hydrobiologie aan de Universiteit van Amsterdam (Subfaculteit Biologie). In 1994 nam hij afscheid als hoogleraar en in 2007 als onderzoeker van Wageningen Imares, de opvolger van het Rivo.
Onderzoek
Het onderzoek van Daan was aanvankelijk primair gericht op de ecologie van de kabeljauw: het voedsel, de groei en de reproductie van deze vissoort. Later, in de jaren 1980, kregen ook andere vissoorten, inclusief niet commerciële soorten,  zijn aandacht. Het accent binnen zijn onderzoek verschoof van de populatieontwikkeling van een soort naar de samenhang tussen soorten vanuit een ecosysteemperspectief.  Ook ontwikkelde hij methoden waarmee de bestandsontwikkeling van vissoorten op een gestandaardiseerde manier kon worden bepaald. 
Tot zijn wetenschappelijke activiteiten behoorde het langdurige hoofdredacteurschap van het Journal of Marine Science.
Adviezen
Veel van zijn onderzoek was bedoeld voor ondersteuning van het nationale en internationale visserijbeleid. Hij  gaf met medeonderzoekrs van het International Council for the Exploration of the Sea (ICES) adviezen aan overheden over verantwoorde visserij, oftewel een visserij waarbij overbevissing wordt vermeden. Deze adviezen waren onder meer gericht op de Europese Unie die periodiek quota bepaalde voor Europese vissers. Hij probeerde een duidelijke scheiding aan te brengen tussen de rol van wetenschappers die naar zijn inzicht diende te bestaan uit het aanleveren van degelijke en objectieve informatie, en die van beleidsmakers, die besluiten dienden te nemen. In de praktijk kritiseerde hij echter de visserijpolitiek, zoals het systeem van vangstquota, dat z.i. niet werkte. 
Visatlas
Na zijn pensioen werkte Daan nog aan diverse projecten. Zo verscheen in 2015 een Engelstalige  Visatlas die hij samen met Henk Heessen van IMARES Wageningen UR en Jim Ellis van het Britse Centre for Environment, Fisheries and Aquaculture Science (Cefas) had geschreven. Het werk biedt een overzicht van de verspreiding van vrijwel alle vissoorten van  Noordwest-Europese zeeën. Het boek is gebaseerd op veertig jaar onderzoek, uitgevoerd door tientallen onderzoekers uit verschillende landen. Het boek wordt wel als het levenswerk van Daan (en zijn eveneens op dat moment al gepensioneerde collega Heessen) gezien. Het geldt als het  eerste volledige wetenschappelijke overzicht van de verspreiding van  vissoorten in dit zeegebied.
Media
Aan het eind van zijn carrière kreeg Daan enige bekendheid bij het publiek door zijn optredens in het tv-programma ‘Klootwijk aan Zee’ (2006-2008), waarin presentator Wouter Klootwijk op verschillende manieren de visserij-sector belichtte en mensen uit deze sector hun persoonlijke verhaal liet doen.

## Publicaties
- Daan, Niels; Henk J.L. Heessen & Jim Ellis 2015. Fish atlas of the Celtic Sea, North Sea, and Baltic Sea, knnv.
- Rice, Jake; Niels Daan; Henrik Gislason & John Pope 2013. Does functional redundancy stabilize fish communities? ICES Journal of Marine Science, 70 (4) 734–742.
- Daan, Niels; Henrik Gislason; John G Pope & Jake Rice 2011. Acocalypse in world fisheries? The reports of their death are greatly exaggerated. ICES Journal of Marine Science 68 (7) 1375–1378.
- Gislason, Henrik; Niels Daan; Jake Rice & John G Pope 2010. Size, growth, temperature and the natural mortality of marine fish. Fish and Fisheries 11 (2) 149 - 158.
- Dekker, W.; C. Deerenberg; N. Daan; F. Storbeck & A.G. Brinkman 2009. Marine Protected Areas and commercial fisheries: the existing fishery in potential protected areas, and a modelling study of the impact of protected areas on North Sea Plaice. Imares Wageningen.
- Kraak Sarah BM; Niels Daan & Martin Pastoors 2009. Biased stock assessment when using multiple, hardly overlapping, tuning series if fishing trends vary spatially. ICES Journal of Marine Science 66 (10) 2272–2277.
- Pope, John G.; Jannike Falk-Pedersen; Simone Jennings; Jake C. Rice; Henrik Gislason & Niels Daan 2009. Honey, I cooled the cods: Modelling the effect of temperature on the structure of Boreal/Arctic fish ecosystems. Deep Sea Research Part II: Topical Studies in Oceanography  56 (21-22) 2097-2107.
- Kraak, S. B. M.; F.C. Buisman; N. Dickey-Collas; J.J. Poos; M.A. Pastoors; J. G.P. Smit; J.A.E. van Oostenbrugge & N. Daan 2008. The effect of management choices on the sustainability and economic performance of a mixed fishery: A simulation study. ICES Journal of Marine Science 65 (4) 697-712.
- Gislason, Henrik; John G. Pope; Jake Rice & Niels Daan 2008. Coexistence in North Sea fish communities: Implications for growth and natural mortality. ICES Journal of Marine Science 65, 514–530.

## Familie
Niels Daan is een broer van Gunnar Daan, Serge Daan en Karin Daan.
- Bibsys: 90557352
- Bibliothèque nationale de France: cb17045163b (data)
- International Standard Name Identifier: 0000 0003 8787 1863
- Library of Congress Control Number: n92094220
- Nationale Bibliotheek van Letland: 000223132
- Nationale Bibliotheek van Israël: 987011288724205171
- Nederlandse Thesaurus van Auteursnamen: 132635968
- Système universitaire de documentation: 185104606
- Virtual International Authority File: 162110447